# Herb Liberii
Herb Liberii ustanowiony został 16 sierpnia 1847 roku.
Przedstawia on na tarczy XIX-wieczny okręt przybijający do brzegów Liberii. Statek będący głównym elementem ukazanej w godle herbowym sceny, symbolizuje te jednostki morskie, które przywiozły wyzwolonych niewolników z USA do ich ojczystego kraju. Nad tarczą widnieje motto Liberii - Umiłowanie wolności przywiodło nas tutaj. Pod tarczą na szarfie, znajduje się oficjalna nazwa kraju - Republika Liberii.

## Symbolika herbu
Statek w tarczy herbu, symbolizuje statki wiozące do ojczystych wybrzeży Liberii, uwolnionych niewolników ze Stanów Zjednoczonych. Dewiza Liberii pojawiająca się ponad tarczą, głosi umiłowanie odzyskanej wolności. Poniżej tarczy na wstędze oficjalna nazwę kraju Republika Liberii.
Zamieszczone w tarczy narzędzia - pług i łopata symbolizują godności płynącą z ciężkiej pracy narodu. Wschodzące słońce w tle to symbol wiary w pomyślność zrodzonego państwa i jego narodu. Palma zaś, jest najbardziej wszechstronnym źródłem pożywienia, mieszkańców kraju i oznacza dobrobyt. Biały gołąb ze zwojem to symbol pokoju.